# Línea 3 (EMT Valencia)
La línea 3 de la EMT de Valencia unía la avenida del Cid con la Avenida del Puerto. Prestó servicio hasta el 21 de febrero de 2018, cuando se fusionó con la línea 41, para crear la nueva línea 93, entre Av. del Cid y Passeig Marítim.

## Características
La línea 3 tenía su cabecera en la avenida del Cid, recorriéndola en gran parte, para llegar a la plaza de España, seguir por avenida Marqués del Túria, avenida del Puerto y girar directamente a Islas Canarias por la calle Ibiza. Su frecuencia es de 8-9 minutos.

## Historia
Creada como línea de trolebuses en 1951 con la ruta "Monteolivete-San Vicente" tenía de refuerzo a la línea 13 de trolebús, creada el mismo día. Posteriormente fue intercambiado su número con la línea de tranvía 12 en 1966. Con el número 3 sigue como tranvía "Germanías-Nazaret". Fue convertida de nuevo a trolebuses el 20 de junio de 1970, y servida por autobuses desde junio de 1975. A su vez, prolonga su servicio en la misma fecha hasta Fernando el Católico-Gabriel Miró, para que coincidiera con los autobuses de los pueblos.
El 23 de noviembre de 1982 amplió su ruta hasta el final de la avenida del Cid / Marcelino Oreja, desde su final anterior antes de San Miguel de Soternes.
El 16 de enero de 2006, al dejarse la avenida del Puerto en dirección hacia el mar, cambia su itinerario de vuelta, por Juan Verdeguer - Islas Canarias. En noviembre de 2008 recibe el certificado de la norma de calidad AENOR UNE EN 13816.
El 1 de octubre de 2014, junto con la prolongación de la línea 95 hasta el puerto por Nazaret, acorta su itinerario, limitando en la calle de Ibiza, dejando de prestar servicio al barrio de Nazaret y pasa a denominarse Av. del CID-Av. del PORT.
El 22 de febrero de 2018 hubo cambios en varias líneas, entre ellos, se creó la línea 93 reemplazando a las antiguas 3 y 41.